# Seca Sport Club (femenino)
El Seca Sport Club (femenino) es un equipo de futbol femenino profesional venezolano, se encuentra ubicado en Valencia, Carabobo y actualmente participa en la Superliga Femenina Fútbol (Venezuela), liga equivalente a la maxima division del futbol femenino en Venezuela.

## Historia
Seca Sport Club (femenino)

## Uniforme
Seca Sport Club (femenino)
- Uniforme titular: camiseta , pantalón , medias .
- Uniforme alternativo: camiseta , pantalón , .

### Evolución del uniforme
| 2016-presente Titular | 2016-presente Alternativo | 2017-presente Portero |

### Indumentaria y patrocinador
| Periodo       | Proveedor        |
| ------------- | ---------------- |
| 2015-presente | Sin Indumentaria |

| Periodo         | Patrocinador     |
| --------------- | ---------------- |
| 2015-Actualidad | Sin patrocinador |

## Instalaciones
Seca Sport Club (femenino)

## Plantilla Actual 2017
Seca Sport Club (femenino)

## Actual Directiva 2016
| Cargo             | Nombre |
| ----------------- | ------ |
| Presidente        | ?      |
| Director Técnico  | ?      |
| Asistente Técnico | ?      |
| Preparador Físico | ?      |
| Utilero           | ?      |
| Fisio Terapeuta   | ?      |

## Palmarés
- Liga Nacional de Fútbol Femenino de Venezuela (0):

- Copa Venezuela de Fútbol Femenino (0):